# Leaf Daniell
Pour les articles homonymes, voir Daniell.
Cyrus Leaf Daniell, né en 1877 à Londres et mort le 28 février 1913 à Eddleston, Écosse, est un escrimeur britannique. Il a contribué à l'acquisition de la première médaille olympique de l'histoire du Royaume-Uni en escrime en décrochant l'argent dans l'épreuve d'épée par équipes des Jeux olympiques d'été de 1908 disputés à Londres derrière l'équipe de France.
En individuel, la même année, Daniell échoue en troisième tour de poule, tandis que la Grande-Bretagne place trois escrimeurs en poule finale.

## Palmarès
- Jeux olympiques
  -  Médaille d'argent par équipes aux Jeux olympiques de 1908 à Londres